# Linzer Athletik-Sport-Klub 2010-2011
Questa voce raccoglie le informazioni riguardanti il Linzer Athletik-Sport-Klub nelle competizioni ufficiali della stagione 2010-2011.

## Rosa
| N. |                       | Ruolo | Calciatore        |
| -- | --------------------- | ----- | ----------------- |
| 1  | Croazia (bandiera)    | P     | Thomas Mandl      |
| 2  | Lituania (bandiera)   | D     | Ulrich Winkler    |
| 3  | Austria (bandiera)    | D     | Florian Maier     |
| 4  | Costa Rica (bandiera) | D     | Pablo Chinchilla  |
| 5  | Austria (bandiera)    | D     | Florian Metz      |
| 6  | Austria (bandiera)    | C     | René Aufhauser    |
| 7  | Germania (bandiera)   | A     | Alexander Zickler |
| 8  | Austria (bandiera)    | C     | Gernot Trauner    |
| 9  | Austria (bandiera)    | A     | Christian Mayrleb |
| 10 | Albania (bandiera)    | C     | Klodian Duro      |
| 11 | Austria (bandiera)    | C     | Leonhard Kaufmann |
| 12 | Austria (bandiera)    | P     | Florian Hart      |

| N. |                     | Ruolo | Calciatore         |
| -- | ------------------- | ----- | ------------------ |
| 13 | Austria (bandiera)  | C     | Thomas Höltschl    |
| 14 | Austria (bandiera)  | C     | Thomas Krammer     |
| 15 | Austria (bandiera)  | D     | Emanuel Schreiner  |
| 16 | Austria (bandiera)  | C     | Robert Schellander |
| 17 | Austria (bandiera)  | A     | Lukas Kragl        |
| 18 | Austria (bandiera)  | A     | Patrick Derdak     |
| 20 | Austria (bandiera)  | P     | Pavao Pervan       |
| 21 | Austria (bandiera)  | D     | Wolfgang Bubenik   |
| 22 | Austria (bandiera)  | P     | Lorenz Höbarth     |
| 23 | Austria (bandiera)  | C     | Daniel Kogler      |
| 28 | Zimbabwe (bandiera) | C     | Justice Majabvi    |
| 30 | Austria (bandiera)  | C     | Daniel Sobkova     |
|    | Austria (bandiera)  | C     | Emin Sulimani      |